# HC Bílí Tygři Liberec
Le HC Bílí Tygři Liberec est un club de hockey sur glace de Liberec en Tchéquie. L'équipe évolue depuis 2002-03 dans la plus haute ligue tchèque, l'Extraliga.

## Historique

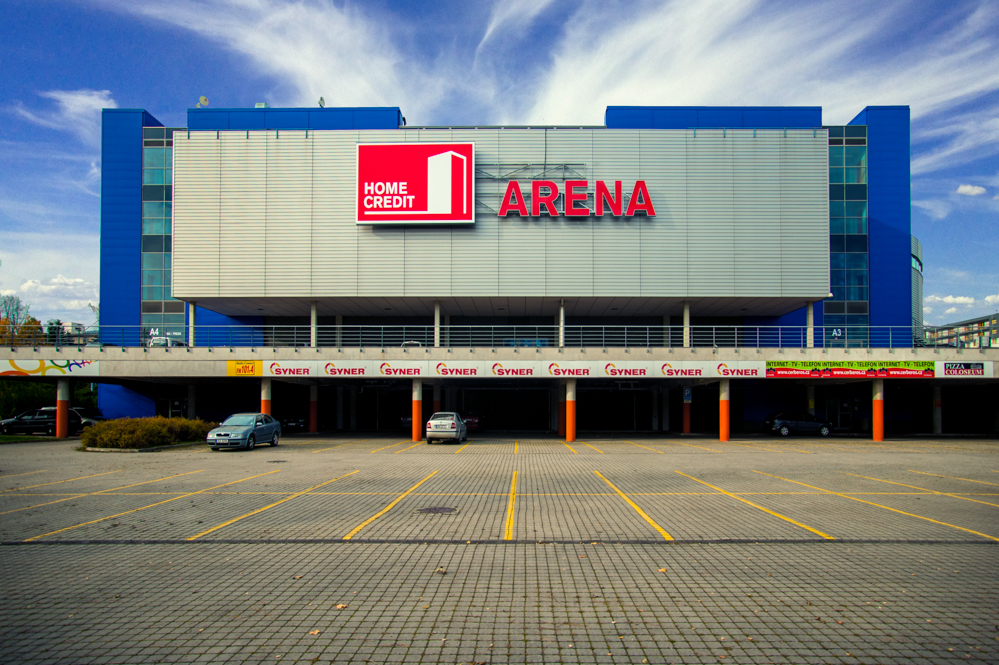
Home Credit Arena.

Le club fait ses débuts en 1956 sous le nom de HC Stadion Liberec. L'équipe accède à la seconde division (1.liga) tchèque en 1995. En 2000, le club prend son nom actuel et suite la saison 2002-03, le club accède à l'Extraliga.
En 2001-02, l'équipe remporte la 1. ČP liga.
En 2015-16, l'équipe finit en première place de la saison régulière, remporte la finale des play-off et devient champion.

## Palmarès
Extraliga
- Vainqueur : 2016

1. ČP liga
- Vainqueur : 2002